# Kiakola
Kiakola (persiska: کیاکلا), eller Kia Kola (کیا کلا), tidigare Jadid ol-Eslam (جدید الاسلام), är en ort i Iran. Den ligger i provinsen Mazandaran, i den norra delen av landet.
Kiakola är administrativt centrum för delprovinsen (shahrestan) Simorgh.